# Сто јада
Сто јада је друга књига филмског редитеља Емира Кустурице, објављена априла 2013.